# Палата Јилдиз
Јилдиз Палата (тур. Yıldız Sarayı) је огроман комплекс бивших царских османских павиљона и вила у Истанбулу у Турској, изграђен у 19. и почетком 20. века. Султан и његов двор су га користили као пребивалиште крајем 19. века.

## Порекло
Јилдиз палата, што значи „Звездана палата“, саграђена је 1880. године, а користио ју је османски султан Абдул Хамид II. Подручје палате првобитно је било прекривено природним шумама и постало је царско имање током владавине султана Ахмеда I (1603-1617). Разни султани после Ахмеда I уживали су да проводе одмор овде, а султани Абдулмеџид I и Абдул Азиз су овде изградили дворце.
Крајем 19. века, султан Абдул Хамид II напустио је палату Долмабахче, јер се плашио поморског напада на палату, која се налази на обали Босфорског мореуза. Проширио је палату Јилдиз и наредио познатом италијанском архитекти Рајмонду Д'Аронцоу да изгради нове зграде у комплексу палате. Када се тамо преселио, палата је постала четврто седиште османске владе (претходне су биле Стара палата Ески Сарај у Једрену, палата Топкапи и Палате Долмабахче у Истанбулу).

## Изглед
Палата је комплекс зграда, укључујући државне апартмане Бујук Мабејн, павиљон (киоск) Шале, павиљон Малта, павиљон Чадир, позориште и оперу Јилдиз, музеј палате Јилдиз и царску фабрику порцелана. Вртови палате Јилдиз такође су популарно јавно место међу становницима Истанбула. Кроз ову башту мост повезује палачу Јилдиз са палатом Чираган на Босфору.

### Државни станови
Владини службеници који су радили за Абдула Хамида II имали су своје канцеларије у овој згради.

### Шале киоск
Султанова резиденција била је у киоску или павиљону Шале. Зграда има два спрата и подрум, а изграђена је од мешавине дрвета и камена. Грађена је у три фазе. Први део је изграђен 1870-их и дизајниран је да подсећа на швајцарску планинску кућу, па отуда и име Шале. Винстон Черчил и Шарл де Гол били су међу посетиоцима овог дела палате. Други одељак је додат 1889. године за смештај кајзера Вилхелма II, који је био први страни монарх који је посетио Цариград. Током ове фазе додат је Седефли салон. Назив потиче од широке употребе седефа који је покривао готово све његове површине. На плафону се налазе и детаљно осликани пејзажи. Трећи део је такође изграђен за кајзера Вилхелма II 1898. године. Пријемна сала је изграђена током овог периода и остаје најимпресивнија просторија у целом павиљону Шале. На поду је један тепих чија је површина већа од 400 квадратних метара и ручно га је ткало 60 ткача. Елегантне карактеристике сале укључују позлаћени плафон и велика огледала. Абдул Хамид II је био вешт столар и заправо је сам израдио неке делове намештаја који се могу наћи у павиљону Шале.

### Киоск Малта
Киоск Малта, који је дизајнирао архитекта Саркис Балјан, је павиљон који се налази у парку Јилдиз на северној страни зида који одваја палату Јилдиз. Постоје и два павиљона за посматрање и одмарање у шумарку, задњем врту палате Шираган из доба Абдула Азиза I. Порекло имена није сигурно: током османске ере одређени делови палата називали су се по именима освојених места или важних битака, па је ово име дато након опсаде Малте 1565. године; опсада коју је Османско царство изгубило од малтешких витезова. Турци Османлије никада нису освојили Малту.
Суђење Мидхат-паши одвијало се у шатору иза павиљона.

### Киоск Чадир
Изградио га је султан Абдул Азиз (1861–76), који га је користио као затвор. Данас се у њој налазе кафић и ресторан.

### Позориште и опера Јилдиз
Изградио га је Султан Абдул Хамид II 1889. године, на куполастом плафону има звезде, што упућује на име палате Јилдиз, што значи Звездана палата. Пошто нико није смео да окрене леђа султану, положај султанове балконске ложе значио је да седишта у првом реду никада нису била коришћена.

### Музеј палате Јилдиз
Ово је некада била столарска радионица Абдул Хамида II, а сада се користи за излагање уметничких и других предмета из палате.

### Царска фабрика порцелана
Отворена 1895. године, фабрика је изграђена да задовољи потребе виших класа у керамици у европском стилу. Чиније, вазе и тањири које је производила често су представљали идеализоване призоре Босфора. Зграда има занимљив изглед по томе што подсећа на европски средњовековни замак.

## Садашња употреба
По завршетку Османског царства, палата је коришћена као луксузни казино пре него што је претворена у гостинску кућу за посете шефова држава и краљевских породица. Данас је то музеј и његове баште се могу користити за приватне пријеме, попут Истамбулског сајма антиквитета у дворани Силахане (Оружара), који се обично одржава у новембру. Канцеларија Организације исламске сарадње у Истанбулу такође се налази у оквиру палате Јилдиз.
Палата се налази у истанбулској четврти Бешикташ. Више није отворена за јавност и више није музеј. Сада је користи председник.

## Галерија
- Палата Јилдиз
- Палата Јилдиз - седефни салон
- Палата и парк Јилдиз
- Малта киоск
- Чадир киоск (шатор киоск)
- Сахат-кула
- Јилдиз парк
- Јилдиз парк